# Cuapa
Cuapa är en ort i Nicaragua.   Den ligger i kommunen San Francisco de Cuapa i departementet Chontales, i den centrala delen av landet, 100 kilometer öster om huvudstaden Managua. Cuapa ligger 306 meter över havet och antalet invånare är 2 161.
Terrängen runt Cuapa är kuperad. Närmaste större samhälle är Juigalpa, 18,0 kilometer söder om Cuapa.
Omgivningarna runt Cuapa är en mosaik av jordbruksmark och naturlig växtlighet. Runt Cuapa är det ganska tätbefolkat, med 58 invånare per kvadratkilometer.